# Pseudodiaptomus sewelli
Pseudodiaptomus sewelli is een eenoogkreeftjessoort uit de familie van de Pseudodiaptomidae. De wetenschappelijke naam van de soort is voor het eerst geldig gepubliceerd in 1984 door Walter.